# Président du Centre national de la recherche scientifique
Le président du Centre national de la recherche scientifique, ou CNRS, est la personne chargée du fonctionnement de cet organisme de recherche public français.

## Histoire
La fonction était, de 1981 à 2010, appelée simplement « président ». Depuis la réforme du CNRS de 2010, le président assure aussi la direction générale; il est alors souvent désigné informellement comme le « président directeur général » (PDG).

## Nomination
Le président du CNRS est choisi parmi les personnalités du monde scientifique et technologique. Il est nommé pour un mandat de 4 ans par décret du président de la République sur proposition du ministre chargé de la recherche.

## Fonctions
Le président :
- préside le conseil d'administration;
- définit la politique générale du CNRS conformément aux orientations du conseil d'administration ;
- assure la direction scientifique ;
- assure la direction administrative ;
- assure la direction financière ;
- veille à l’équilibre entre les disciplines ;
- est chargé des relations du CNRS avec les partenaires socio-économiques dont les universités, les centres de recherches et les organismes nationaux et internationaux, les organisations internationales, etc.

Il est assisté de directeurs généraux délégués.

## Présidents successifs du CNRS
| Dates de début du mandat    | Dates de fin de mandat | Occupant                    |
| Présidents                  | Présidents             | Présidents                  |
| --------------------------- | ---------------------- | --------------------------- |
| 1981                        | 1989                   | Claude Fréjacques           |
| 1989                        | 4 novembre 1992        | René Pellat                 |
| 4 novembre 1992             | 31 octobre 2000        | Édouard Brézin              |
| 1er novembre 2000           | 5 juin 2004            | Gérard Mégie                |
| 21 octobre 2004             | 5 janvier 2006         | Bernard Meunier             |
| 11 janvier 2006             | 20 janvier 2010        | Catherine Bréchignac        |
| Président directeur général |                        |                             |
| 21 janvier 2010             | 23 octobre 2017        | Alain Fuchs                 |
| 24 octobre 2017             | 18 janvier 2018        | Anne Peyroche (par intérim) |
| 18 janvier 2018             | 24 janvier 2018        | Antoine Petit (par intérim) |
| 24 janvier 2018             | En cours               | Antoine Petit               |

## Sources